# Mundiyan
Mundiyan è un singolo degli artisti Navraj Hans e Palak Muchhal, pubblicato il 1º marzo 2018 come estratto dalla colonna sonora Baaghi 2.

## Descrizione
Il brano contiene musiche di Sandeep Shirodkar e testi di Ginny Diwan. Questa canzone è il remake di quella in lingua punjabi Mundian To Bach Ke. Esiste anche una cover realizzata in lingua hindi.